# Победитель получает всё (фильм, 1990)
«Победи́тель получа́ет всё» (иер. трад. 賭聖, упр. 赌圣, кант.-рус.: Тоу син, англ. All for the Winner) — гонконгский комедийный боевик со Стивеном Чоу.

## Сюжет
Чо Чунсин — деревенский парень из Гуандуна, приехавший в Гонконг навестить своего дядю Тата. Когда парень остаётся у родственников в квартире, Тат узнаёт про сверхспособности племянника видеть сквозь предметы, а позже про замену игральных карт через натирание ладонями. Тат использует эти способности и превращает Чунсина в Тоу Сина или «Святого азартных игр». После драки с несколькими игроками в переулке парень встречает Имун, прислугу «Короля игроков», и влюбляется в неё. Вскоре Чунсин становится соперником Короля и участвует в состязании мирового масштаба, чтобы доказать своё мастерство.

## В ролях
- Стивен Чоу — Чо Чунсин
- Ын Мантат — дядя Тат
- Шарла Чён — Имун
- Сандра Ын — Пхин
- Пол Чхёнь[кит.] — г-н Хун
- Анджелина Ло[кит.] — Лук
- Кори Юнь[кит.] — Май Юсин
- Джеффри Лау — Чань Чхун
- Винсент Вань[кит.] — Билли
- Шейла Чань[кит.] — Ин

## Кассовые сборы
В период гонконгского кинотеатрального проката, проходившего с 18 августа по 19 сентября 1990 года, фильм собрал кассу в почти 41 500 000 гонконгских долларов, благодаря чему занял первое место по кассовым сборам среди фильмов гонконгского производства за тот год.

## Номинации
| Год  | Кинопремия / кинофестиваль                       | Категория                         | Претендент | Результат |
| ---- | ------------------------------------------------ | --------------------------------- | ---------- | --------- |
| 1991 | 10-я церемония награждения Hong Kong Film Awards | Лучшая мужская роль               | Стивен Чоу | Номинация |
| 1991 | 10-я церемония награждения Hong Kong Film Awards | Лучшая мужская роль второго плана | Ын Мантат  | Номинация |